# بهون
بهون (به انگلیسی: Bhoun) یک روستا در پاکستان است که در ناحیه چکوال واقع شده‌است.